# ルイス・バルブエナ
ルイス・アダン・バルブエナ（Luis Adan Valbuena, 1985年11月30日 - 2018年12月6日）は、ベネズエラ・スリア州スクレ出身の元プロ野球選手（内野手）。右投左打。2018年に交通事故により死去。
愛称はスペイン語で猿を意味するモノ（Mono）。

## 経歴

### プロ入りとマリナーズ時代
2002年にシアトル・マリナーズと契約してプロ入り。
2008年9月2日のテキサス・レンジャーズ戦でメジャーデビューを果たした。

### インディアンス時代
2008年12月11日にニューヨーク・メッツも含めた三角トレードで、クリーブランド・インディアンスへ移籍した。
2009年には103試合に出場して10本塁打を放つ。
2011年11月18日に40人枠から外された。

### カブス時代
2011年12月26日にトロント・ブルージェイズへ移籍したが、翌シーズン開幕直前の2012年4月4日にウェイバー公示を経てシカゴ・カブスへ移籍した。6月14日にメジャー昇格を果たした。

### アストロズ時代
2015年1月19日にデクスター・ファウラーとのトレードで、ダン・ストレイリーと共にヒューストン・アストロズへ移籍した。この年は三塁手のレギュラーで起用されたが、一塁手でも一定の出場機会を得た。132試合に出場し、打率は前年から大きく低下して.225だったが、自己最多の25本塁打を放ち、こちらも自己ベストの56打点を叩き出した。本塁打が多かったので、打率の割に長打率は自己ベストだった。
守備では三塁手で99試合で守り、6失策・守備率.974・DRS -1、一塁手では31試合で守って1失策・守備率.995・DRS +2という成績を残した。
2016年は、4シーズンぶりに出場試合数が100未満だったが、打撃好調を維持して自身最高の打率.260・OPS0.816を記録。4年連続2ケタ本塁打をクリアした。三塁手としての守備は、81試合で6失策・守備率.970・DRS -1、一塁手として8試合で守り、無失策・DRS +2を記録。1試合だけ二塁手も守った。オフの11月3日にフリーエージェント(FA)となった。

### エンゼルス時代
2017年1月24日にロサンゼルス・エンゼルスと2年1500万ドルで契約を結んだ。
2018年8月5日にDFAとなり、7日にFAとなった。オフの12月6日にウインターリーグに参加していた故郷ベネズエラでカルロス・リベロが運転していた自動車が強盗により意図的に設置された路上の岩に衝突し、同乗していたホセ・カスティーヨと共に事故に巻き込まれ、死亡した。33歳没。

## 選手としての特徴・人物
長打力のある打撃と内野の全ポジションをこなすユーティリティー性が武器。
安打を放った際、フォロースルー後の右手からバットを放り投げるようにして走り出す癖があり、トレードマークとなっている。
陽気で気さくな性格で、チームメイトから愛される存在であった。エンゼルス時代の2018年からは大谷翔平および自身が本塁打を放つと、ベンチに戻った際に2人でお辞儀をし、右手を挙げながら飛び跳ねるダンスをするパフォーマンスを披露していた。このパフォーマンスについてバルブエナは「なぜなら日本人の多くはお辞儀をするから。日本の文化だ」と語っている。

## 詳細情報

### 年度別打撃成績
| 年 度     | 球 団     | 試 合 | 打 席 | 打 数 | 得 点 | 安 打 | 二 塁 打 | 三 塁 打 | 本 塁 打 | 塁 打 | 打 点 | 盗 塁 | 盗 塁 死 | 犠 打 | 犠 飛 | 四 球 | 敬 遠 | 死 球 | 三 振 | 併 殺 打 | 打 率 | 出 塁 率 | 長 打 率 | O P S |
| --------- | --------- | ----- | ----- | ----- | ----- | ----- | -------- | -------- | -------- | ----- | ----- | ----- | -------- | ----- | ----- | ----- | ----- | ----- | ----- | -------- | ----- | -------- | -------- | ----- |
| 2008      | SEA       | 18    | 54    | 49    | 6     | 12    | 5        | 0        | 0        | 17    | 1     | 0     | 0        | 0     | 0     | 4     | 0     | 1     | 11    | 0        | .245  | .315     | .347     | .662  |
| 2009      | CLE       | 103   | 398   | 368   | 52    | 92    | 25       | 3        | 10       | 153   | 31    | 2     | 3        | 2     | 2     | 26    | 0     | 0     | 83    | 8        | .250  | .298     | .416     | .714  |
| 2010      | CLE       | 91    | 310   | 275   | 22    | 53    | 12       | 0        | 2        | 71    | 24    | 1     | 2        | 2     | 2     | 28    | 1     | 3     | 61    | 5        | .193  | .273     | .258     | .531  |
| 2011      | CLE       | 17    | 44    | 43    | 4     | 9     | 0        | 0        | 1        | 12    | 1     | 1     | 0        | 0     | 0     | 1     | 0     | 0     | 9     | 0        | .209  | .227     | .279     | .506  |
| 2012      | CHC       | 90    | 303   | 265   | 26    | 58    | 20       | 0        | 4        | 90    | 28    | 0     | 2        | 0     | 2     | 36    | 1     | 0     | 55    | 6        | .219  | .310     | .340     | .650  |
| 2013      | CHC       | 108   | 391   | 331   | 34    | 72    | 15       | 1        | 12       | 125   | 37    | 1     | 4        | 1     | 2     | 53    | 4     | 4     | 63    | 4        | .218  | .331     | .378     | .708  |
| 2014      | CHC       | 149   | 547   | 478   | 68    | 119   | 33       | 4        | 16       | 208   | 51    | 1     | 2        | 1     | 1     | 65    | 4     | 2     | 113   | 8        | .249  | .341     | .435     | .776  |
| 2015      | HOU       | 132   | 493   | 434   | 62    | 97    | 18       | 0        | 25       | 190   | 56    | 1     | 0        | 0     | 3     | 50    | 1     | 6     | 106   | 13       | .224  | .310     | .438     | .748  |
| 2016      | HOU       | 90    | 342   | 292   | 38    | 76    | 17       | 1        | 13       | 134   | 40    | 1     | 1        | 3     | 2     | 44    | 2     | 1     | 81    | 5        | .260  | .357     | .459     | .816  |
| 2017      | LAA       | 117   | 401   | 347   | 42    | 69    | 15       | 0        | 22       | 150   | 65    | 0     | 2        | 0     | 5     | 48    | 1     | 1     | 106   | 6        | .199  | .294     | .432     | .727  |
| 2018      | LAA       | 96    | 288   | 266   | 23    | 53    | 9        | 0        | 9        | 89    | 33    | 3     | 0        | 0     | 2     | 19    | 3     | 1     | 100   | 2        | .199  | .253     | .335     | .588  |
| MLB：11年 | MLB：11年 | 1011  | 3571  | 3148  | 377   | 710   | 169      | 9        | 114      | 1239  | 367   | 11    | 16       | 9     | 21    | 374   | 17    | 19    | 788   | 57       | .226  | .310     | .394     | .703  |

- 2018年度シーズン終了時

### 背番号
- 61 （2008年）
- 1 （2009年 - 2011年途中）
- 2 （2011年途中 - 同年終了）
- 24 （2012年 - 2014年）
- 18 （2015年 - 2018年）